# Acanmul

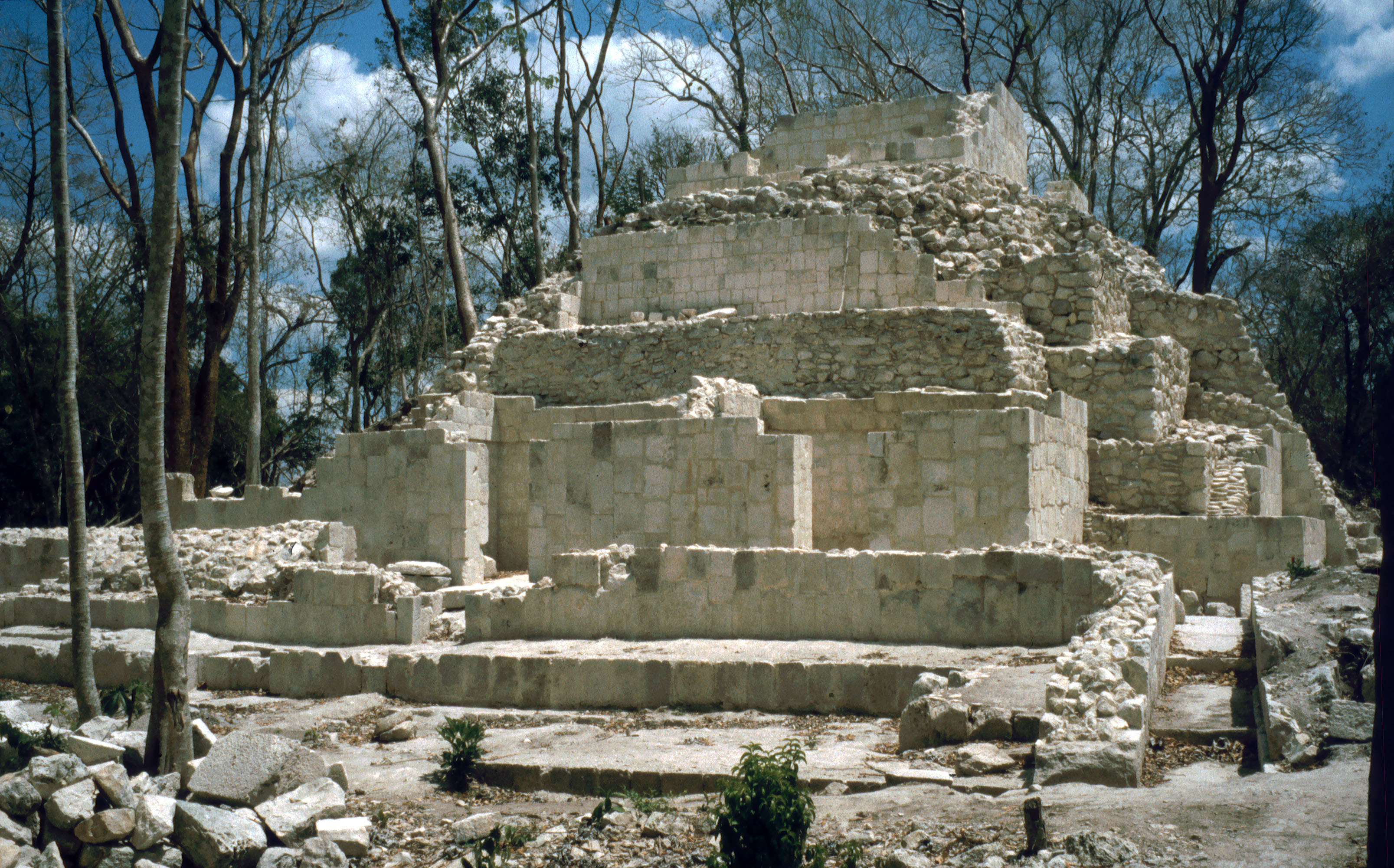
Az acanmuli háromemeletes "palota", oldalnézet

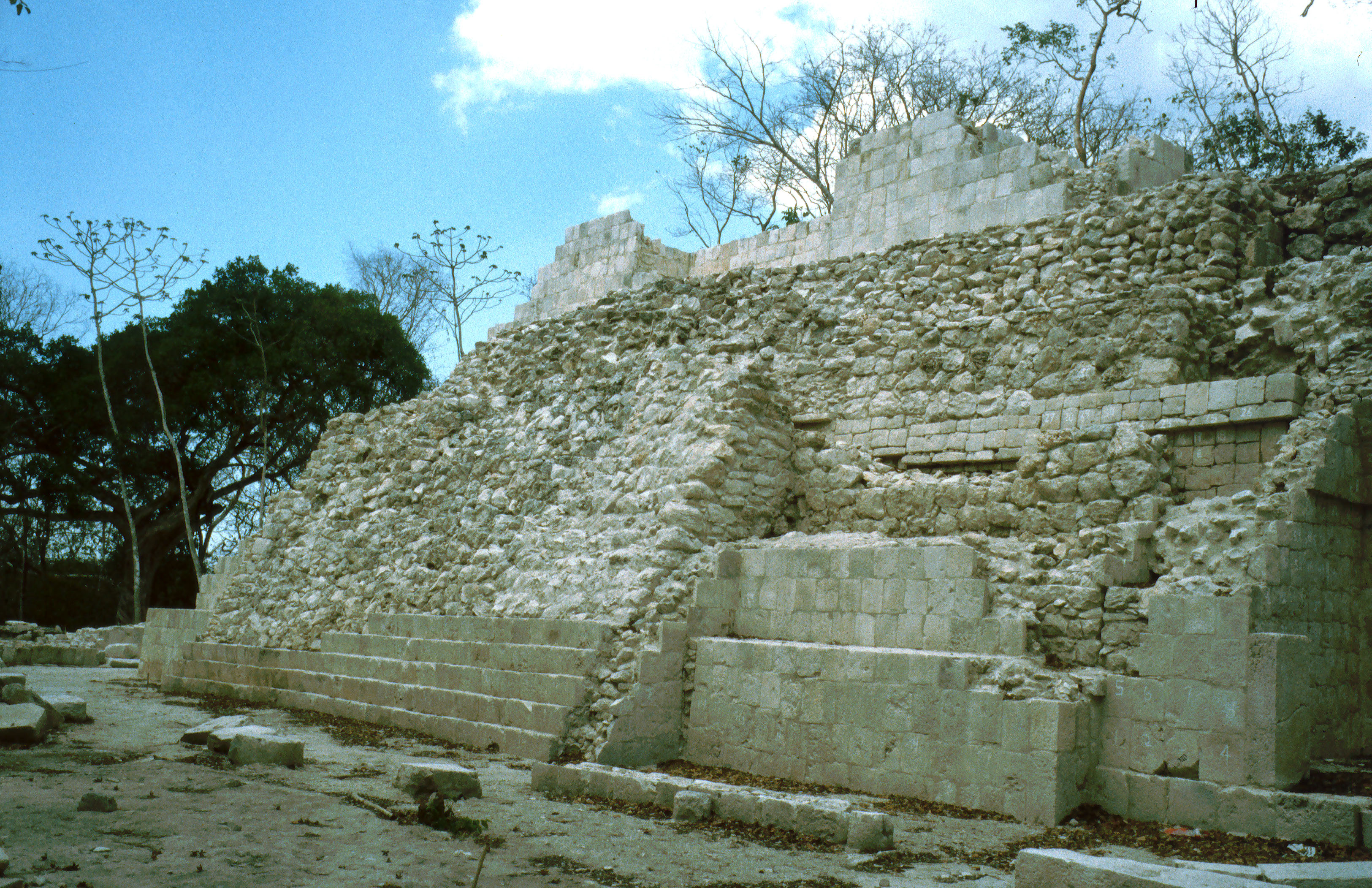
Az acanmuli "palota" elölnézetben

Acanmul ókori maja városrom a mexikói Yucatán-félszigeten, Campeche szövetségi államban, a San Francisco de Campeche (maja időkben Ah Kim Pech) nevű fővárostól kb. 25 kilométerre északra. Acanmul jelentősége az, hogy az egész régió régészetileg kevéssé ismert és általában csak kevés és kicsi lelőhely van.
Az első rövid tudományos leírás Harry E. D. Pollocktól származik 1936-ból. 2000-ben nekiláttak a régészeti feltárásnak Heber Ojeda és Joseph Ball vezetésével, de néhány év után abbamaradtak az ásatások. Az érdeklődés középpontjában egy háromemeletes épület áll, amelyet szokás szerint és az eredeti rendeltetésének valószínűleg megfelelően "palotának" neveznek. Az épület a késő klasszikus periódusban épült és később átépítették.
Az épület közvetlen közelében található egy szokatlan építésű, ún. C alakú épület, amelyet rendkívül jól megmunkált burkolókövekkel fedtek le. Acanmulban is van ezeken kívül labdajátékra alkalmas pálya.
A lelőhely hivatalosan nincs megnyitva a nagyközönség előtt (2010) és részben erősen benőtte a növényzet.